# Compendium ferculorum, albo Zebranie potraw
«Compendium ferculorum, albo Zebranie potraw» (укр. Збірка страв) — кулінарна книга Станіслава Чернєцького. Вперше надрукована у 1682 році, вона є найдавнішою відомою кулінарною книгою, виданою польською мовою. Чернєцький написав її на посаді шеф-кухаря при дворі дому Любомирських і присвятив княгині Гелені Теклі Любомирській. Книга містить понад 300 рецептів, розділених на три розділи по 100 рецептів у кожному.
Розділи присвячені, відповідно, м'ясним, рибним та іншим стравам, і кожен завершується «секретом шеф-кухаря». Стиль приготування страв Чернєцького, як видно з його книги, був типовим для розкішної польської барокової кухні, яка все ще мала значною мірою середньовічний світогляд, але поступово піддавалася новим кулінарним ідеям, що надходили з Франції. Їй було притаманне щедре використання оцту, цукру та екзотичних спецій, а також перевага видовищності над ощадливістю.
Книгу кілька разів перевидавали протягом XVIII-XIX століть, іноді під новими назвами, і вона мала важливий вплив на розвиток польської кухні. Вона також послужила натхненням для зображення старопольського бенкету в польському національному епосі «Пан Тадеуш».